# Sœurs de Notre-Dame de Namur
Les Sœurs de Notre-Dame de Namur (en latin : Congregationis Sororum a Domina Nostra Namurcensi) [SND] forment une congrégation religieuse féminine enseignante de droit pontifical. Fondée en 1818 à Namur la congrégation eut une expansion missionnaire rapide aux XIXe et XXe siècle. Les religieuses sont aujourd'hui présentes sur quatre continents.  

## Historique
Sous l'inspiration du père Joseph Varin (1769-1850), père de la Foi, Julie Billiart (1751-1816) et Françoise Blin de Bourdon (en) (1756-1838) prononcent un vœu de chasteté le 2 février 1804 à Amiens et s'engagent à instruire les enfants pauvres. Les premières constitutions religieuses sont rédigées par le père Varin qui s'inspire des Constitutions de la Compagnie de Jésus, qu'il rejoindra lui-même plus tard.  Il présente la règle aux sœurs le 2 juillet 1805 et le 15 octobre, Julie et trois compagnes prononcent leurs vœux religieux
.
Cependant, Mgr Jean-François de Mandolx, évêque d'Amiens désire modifier leurs constitutions et restreindre la congrégation à son seul diocèse, ce qui n'entre pas dans les vues de Julie Billiart. En 1809, les religieuses quittent le diocèse d'Amiens pour celui de Namur où elles sont reçues par l'évêque de Namur, Mgr Joseph Pisani de la Gaude, qui approuve l'institut le 8 septembre 1818. La congrégation deviendra de droit pontifical le 28 juin 1844 par décret du pape Grégoire XVI ; ses constitutions sont approuvées le 27 novembre 1921. 

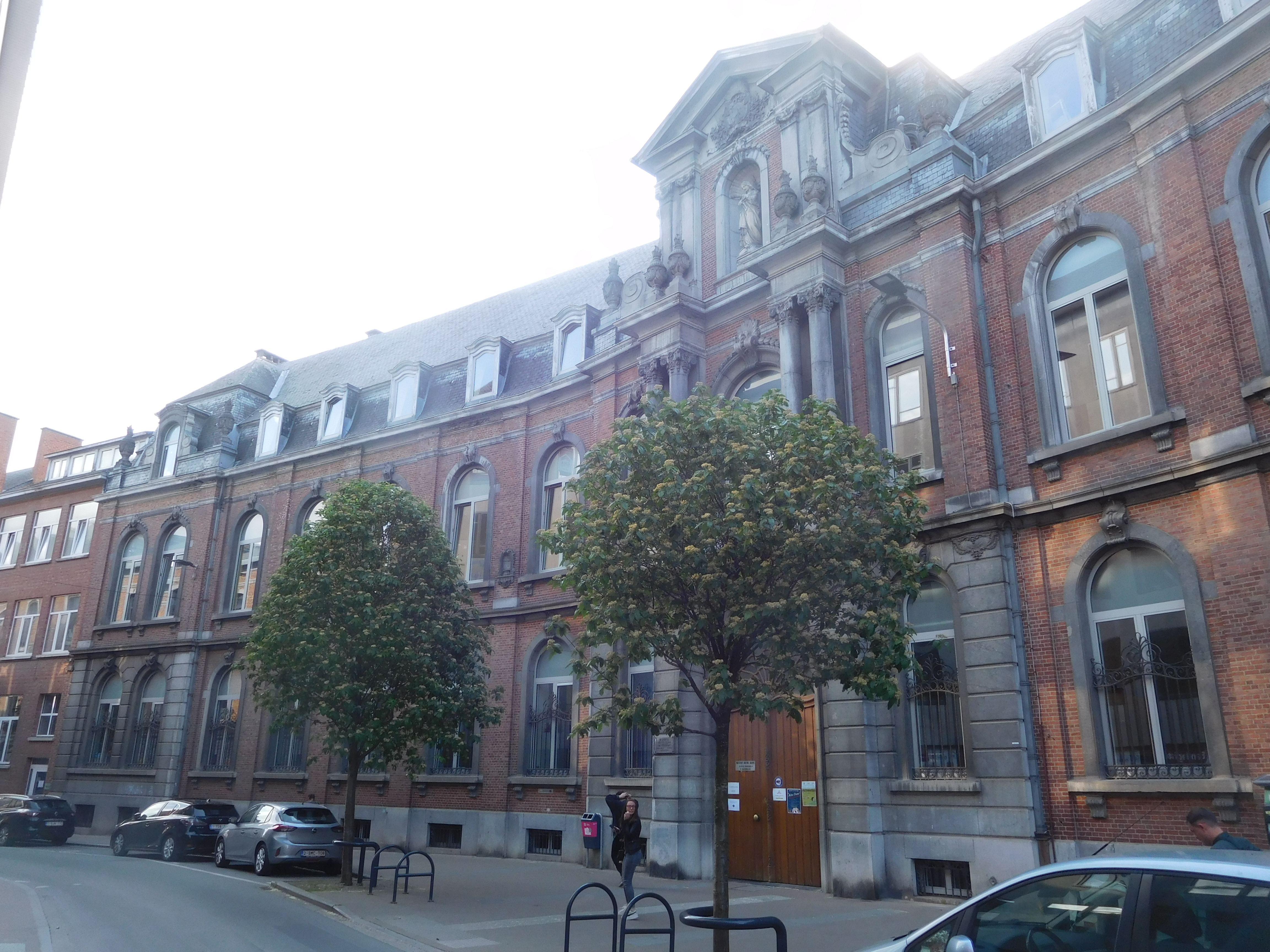
La maison principale des Sœurs de Notre-Dame, à Namur

Avec Ignacia Goethals, supérieure générale de 1838 à 1842, commencent les missions aux États-Unis, alors territoire missionnaire belge : Cincinnati d’abord (1840) à l'appel de Mgr Purcell, puis en Oregon (1844). En Angleterre en 1845 et au Guatemala en 1859. La septième supérieure générale ouvre les missions africaines : au Congo belge (1894) et Rhodésie (1899 ; maintenant Zimbabwe). L’expansion continuera sans ralentir au XXe siècle: au Japon en 1924 et en Chine en 1929. D’autres fondations sont faites plus tard au Nigeria, au Brésil et au Pérou. En Italie, les sœurs ouvrent une école dans un quartier pauvre de Rome en 1931.
Le 12 février 2005, Dorothy Stang, née aux États-Unis d'Amérique en 1931 et membre de cette congrégation est assassinée au Brésil. Elle y vivait et travaillait depuis 1966.

## Formation
En 1818, à la demande de Mathias Wolff, Françoise Blin de Bourdon forme à la vie religieuse six jeunes filles néerlandaises. Cela donne naissance aux Sœurs de Notre-Dame d'Amersfoort qui elle-même donna naissance aux congrégations de Jésus, Marie et Joseph (1840, à Bois-le-Duc (1 384 religieuses)) et de Notre-Dame de Coesfeld (1850, à Coesfeld, en Allemagne) qui va essaimer aux États-Unis. Dans les années 1950, les religieuses fondent également deux congrégations africaines de droit diocésain : les sœurs de Saint-Vincent de Paul (à Zèle, au Congo) et les Sœurs de Sainte-Marie de Kisantu (Congo). 

## Activités et diffusion

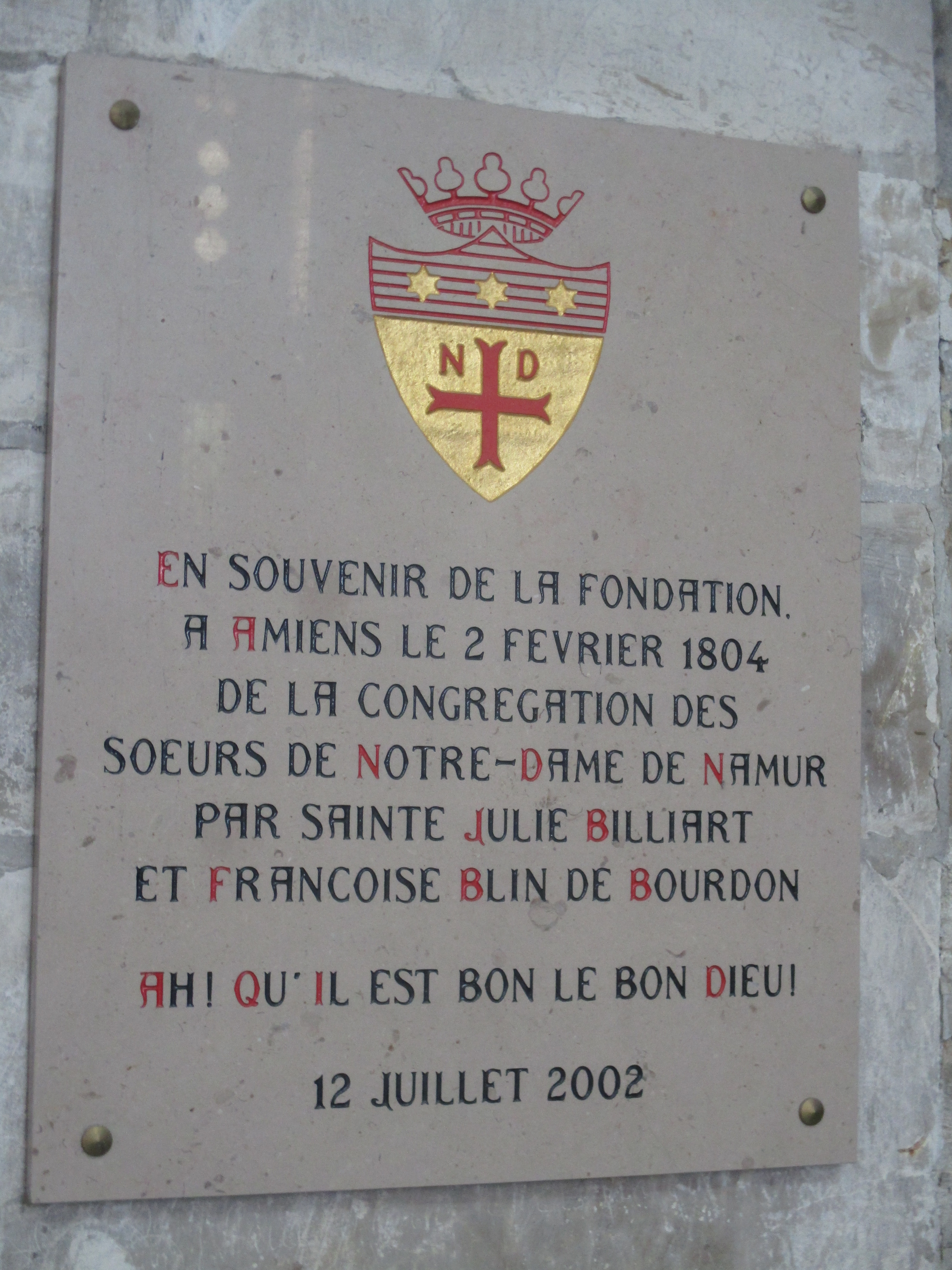
Plaque de commémoration de la fondation dans la cathédrale d'Amiens.

Les sœurs se dédient à l'enseignement et sont actives dans les pays de mission.
Elles sont présentes en : 
- Europe : Belgique, Italie, Angleterre.
- Amérique : Brésil, États-Unis, Mexique, Nicaragua, Pérou
- Afrique : Afrique du Sud, République démocratique du Congo, Kenya, Nigéria, Zimbabwe
- Asie : Japon

La maison généralise est à Rome. 
En 2014, la congrégation comptait 2 030 sœurs dans 264 maisons.

## Personnalités
- Dorothy Stang (1931-2005), religieuse américaine, assassinée au Brésil pour sa défense des droits des populations indigènes de l'Amazonie.
- Wendy Beckett (1930-2018), vierge consacrée sud-africaine, religieuse de cette congrégation de 1946 à 1970, célèbre pour ses documentaires sur l'histoire de l'art pour la BBC.